# 赫羅馬灣

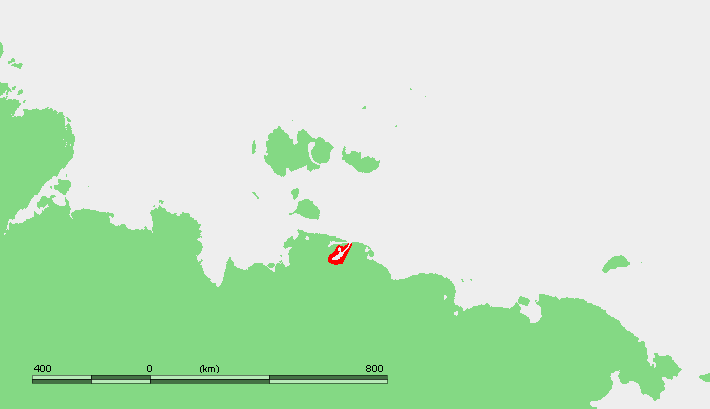

赫羅馬灣是俄羅斯的海灣，位於東西伯利亞海西南岸，由薩哈共和國負責管轄，河灣長110公里、寬25公里，是赫羅馬河注入東西伯利亞海的地點，全年大部分時間結冰。

## 外部連結
- Location （页面存档备份，存于）
- Wetlands （页面存档备份，存于）

71°53′N 145°53′E / 71.883°N 145.883°E